# Poropuntius opisthoptera
Poropuntius opisthoptera är en fiskart som först beskrevs av Wu, 1977.  Poropuntius opisthoptera ingår i släktet Poropuntius och familjen karpfiskar. IUCN kategoriserar arten globalt som otillräckligt studerad. Inga underarter finns listade i Catalogue of Life.